# Narodowy Islamski Ruch Afganistanu
Narodowy Islamski Ruch Afganistanu (dari: جنبش ملی اسلامی افغانستان; Dżunbisz-i-Milli Islami Afghanistan), skrótowo Dżunbisz – afgańska lewicowa partia polityczna o charakterze sekularnym, założona w marcu 1992 roku przez ówczesnego ministra obrony Abdula Raszida Dostuma. Większość członków partii stanowią Uzbecy.

## Historia

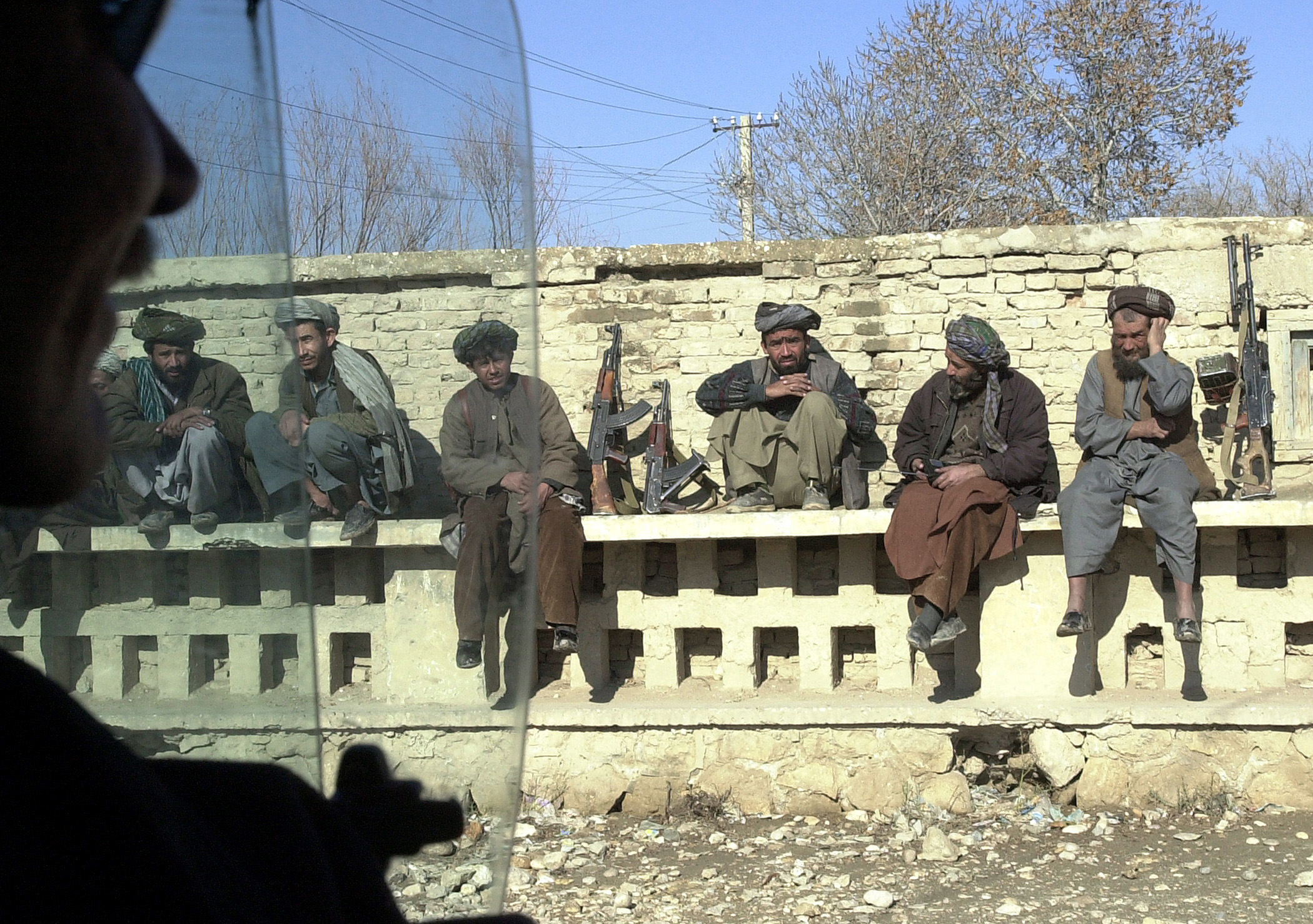
Bojownicy zbrojnego ramienia Narodowego Islamskiego Ruchu Afganistanu w mieście Mazar-i Szarif (grudzień 2001)

Narodowy Islamski Ruch Afganistanu (Dżunbisz) powstał w marcu 1992 roku z byłych żołnierzy Sił Zbrojnych Demokratycznej Republiki Afganistanu narodowości uzbeckiej oraz turkmeńskiej, którzy zbuntowali się przeciwko prezydentowi Mohammadowi Nadżibullahowi. Ugrupowanie także skupiało byłych polityków Ludowo-Demokratycznej Partii Afganistanu z perskojęzycznych grup etnicznych, części dowódców uzbeckich mudżahedinów oraz dowódców należących wcześniej do Stowarzyszenia Muzułmańskiego oraz Islamskiej Partii Jedności Afganistanu, którzy jednak powrócili do swoich frakcji.
W latach 90. Dżunbisz było jedną z frakcji Sojuszu Północnego. Podczas trwającej wojny domowej z lat 1992–1996 siły tegoż ugrupowania dopuszczały się tortur, gwałtów oraz egzekucji na północy kraju oraz w Kabulu; wraz z siłami Stowarzyszenia Muzułmańskiego (Dżamiatu) zwalczała także siły hekmatjarowskiej Partii Islamskiej (Hezb-e Islami).
Na początku 1992 roku Dżunbisz miał wpływy w prowincjach Samangan, Balch, Dżozdżan, Farjab i Baghlan. W marcu tegoż roku pod kontrolą Dżunbiszu znalazło się miasto Mazar-i Szarif, któremu, w odróżnieniu od miasta Kabul, udało się uniknąć poważnych walk; mimo zróżnicowania etnicznego w tym mieście, udało się utrzymać stabilny podział władzy między Narodowym Islamskim Ruchem Afganistanu, Stowarzyszeniem Muzułmańskim oraz Partią Islamską. Sytuacja zmieniła się w 1994 roku po sprzymierzeniu się sił Abdula Raszida Dostuma z siłami Gulbuddina Hekmatjara przeciwko frakcji Szura-e Nazar w walkach o Kabul; w Mazar-i Szarifie wybuchły walki między siłami Dżunbiszu a siłami Dżamiatu, w wyniku których zginęło kilkaset osób, a obie strony dokonywały egzekucji na więźniach.
Na początku maja 1997 roku siły talibów ruszyły w kierunku Mazar-i Szarifu, do końca miesiąca przejmując z rąk Dżunbiszu prowincje Sar-e Pol, Farjab i Baghlan. Talibowie wkroczyli do miasta Mazar-i Szarif na mocy porozumienia z generałem Abdulem Malikiem Pahlawanem, pełniącym funkcję zastępcy generała Dostuma; w rzeczywistości była to zorganizowana pułapka, w wyniku której talibowie zostali schwytani, a 3 tysiące z nich stracono w ciągu następnych kilku tygodni. We wrześniu tegoż roku do miasta przybył Abdul Raszid Rostum, a wśród głównych pretendentów do władzy w Mazar-i Szarifie wybuchły walki; miasto zostało ostatecznie zajęte przez talibów w sierpniu 1998 roku.
W styczniu 1994 roku siły Dżunbiszu, po sprzymierzeniu się z Hezb-e Islami, ostrzeliwały pozycje frakcji Szura-e Nazar w Kabulu oraz bombardowały zachodnią i środkową część miasta; ataki lotnicze zakończyły się z ich strony w lutym 1995 roku, kiedy to talibowie zajęli miejscowość Czahar Asiab, będącą siedzibą Hezb-e Islami. Dżunbisz posiadał wówczas jedną z baterii artyleryjskich, która składała się z trzech dział D-30 oraz wyrzutni BM-21; dowodził nią oficer Dżaglan Omar, który zginął w trakcie walk.
W listopadzie 2001 roku działacze Dżunbiszu dokonali zabójstwa kilkuset talibskich jeńców, niedługo potem ugrupowanie zostało rozwiązane.
W 2004 roku Abdul Raszid Dostum wziął udział w wyborach prezydenckich.
Pod koniec 2015 roku pełniący wówczas funkcję wiceprezydenta Afganistanu Abdul Raszid Dostum zapowiedział reaktywację zbrojnego ramienia Narodowego Islamskiego Ruchu Afganistanu w odpowiedzi na zajęcie części terytoriów w prowincjach Farjab i Sar-e Pol. Według organizacji pozarządowej Human Rights Watch, pod koniec czerwca 2016 roku odtworzona grupa dopuściła się ataków na ludność cywilną w prowincji Farjab. Prezydent Afganistanu Aszraf Ghani zarządził śledztwo w tej sprawie; zatrzymano część osób, które miały być związane z tym incydentem. Osoby działające w ramach misji UNAMA poinformowały, że 26 czerwca 2016 roku afgańskie siły zbrojne wraz ze zbrojnym ramieniem partii Dostuma przeprowadziły w prowincji Farjab operację, w wyniku której zginęło co najmniej 4 cywilów, a 20 zostało rannych. Po opuszczeniu prowincji, siły Dżunbiszu wkroczyły do co najmniej czterech wiosek, zabijając dodatkowych 5 cywilów i raniąc 12. Z relacji świadków, z którymi HRW przeprowadziła wywiady, ze strony Dżunbiszu miało dochodzić do oskarżeń o wspieranie talibów, ataków na tle etnicznym wobec ludności pasztuńskiej, gróźb oraz wymuszania przekazywania żywności oraz pieniędzy; świadkowie wspomnieli też, że mimo obecności afgańskiej armii w pobliżu, ta nie zrobiła żadnego kroku w celu powstrzymania bądź zatrzymania działań zbrojnego ugrupowania.
W maju 2017 roku trzech wieloletnich członków Narodowego Islamskiego Ruchu Afganistanu opuściło partię i odcięło się od Dostuma; jedną z tych osób był Sejjed Nurullah Sadat, który w 2014 roku podczas partyjnego kongresu miał zostać wybrany na przewodniczącego ugrupowania, jednak według rejestru afgańskiego Ministerstwa Sprawiedliwości, przewodniczącym partii wciąż był Abdul Raszid Dostum.
W wyniku wyborów parlamentarnych z 2018 roku partia otrzymała 10 deputowanych do Izby Ludowej.

## Postulaty partii[19]
- działanie na rzecz osiągnięcia integralności terytorialnej i zachowania suwerenności państwa,
- działanie na rzecz odrodzenia rdzennych kultur i tradycji kultywowanych na terenie Afganistanu,
- podniesienie poziomu życia w Afganistanie dzięki uzyskaniu pomocy zagranicznej oraz inwestowania w sektor prywatny,
- podniesienie pozycji Afganistanu na arenie międzynarodowej,
- reforma armii afgańskiej,
- umożliwienie wszystkim grupom społecznym udziału w życiu politycznym państwa,
- umożliwienie kobietom udziału w życiu politycznym i społecznym Afganistanu,
- zakończenie wojen domowych w Afganistanie,
- zapewnienie pokoju w kraju,
- zapewnienie i uznanie praw wszystkich grup etnicznych,
- zwiększenie udziału państwa w gospodarce.

## Poparcie w wyborach

### Wybory prezydenckie
| Wybory | Kandydat            | I tura  | I tura     | I tura |
| Wybory | Kandydat            | Głosów  | %          |        |
| ------ | ------------------- | ------- | ---------- | ------ |
| 2004   | Abdul Raszid Dostum | 804 861 | 10,03 (4.) |        |

### Wybory parlamentarne
| Wybory | Mandaty do Izby Ludowej | +/− |
| ------ | ----------------------- | --- |
| 2005   | 33/249                  | –   |
| 2010   | 10/249                  | 23  |
| 2018   | 10/249                  | –   |